# アリノタカラカイガラムシ
アリノタカラカイガラムシ（学名: Eumyrmococcus smithii Silvestri, 中: 甘蔗胸粉介殼蟲）は、コナカイガラムシ科アリノタカラカイガラムシ属に属するカイガラムシである。ミツバアリと絶対的共生関係を結ぶことで知られる。和名について、アリノタカラとする文献もある。

## 分布
日本国内では本州、四国、九州、南西諸島に分布する。東京都ではこれまで、伊豆諸島の青ヶ島と伊豆大島に産することは分かっていたが、2009年から2014年にかけて行われた採集調査で皇居から発見された（東京都の本土からは初めての記録）。ほかに東アジア。

## 形態
メスの成虫について述べる。体長1.7ミリ程度。頭部と胸部は融合して一つの球状の構造をなす、カイガラムシの中でも例外的な形態を持つ。腹部は細く円筒状で、全体の形は豆電球またはオタマジャクシのようである。体表の色はうすい黄白色。体表全体が密な微毛に覆われている。
複眼も単眼も完全に消失する。触角は2環節からなり、末節は長い。短い脚には1節のみからなる付節があり、その先端には発達した爪がある（植物の根にしがみつく機能）。尾端には肛門輪の1対を含め4対の長毛が目立つ。分泌管および分泌孔はない（以上出典:）。

## 生態
本種はミツバアリの巣内で生活し、それ以外の場所で発見されることはない。ミツバアリは巣の中に植物の根が露出するように巣を作り、本種はサトウキビ、チガヤなどの樹液を吸収する。ミツバアリはしばしば本種を運搬し、元気な根の方に移動させている。そして本種の出す甘露（未消化の糖分を含む排泄物）に栄養を依存する。ミツバアリと本種の関係は相利共生の関係の中でも特殊なもので、互いに相手がいなければ生存できない段階に達している（絶対的共生関係）。
新たに女王アリが誕生し、いままでの巣から旅立つ際には本種1個体を顎ではさんで出立する。本種は単為生殖をおこなうので1個体いればふたたび増殖し、ミツバアリの需要に応えることができる。

## 近縁種
本種の近縁種もカイガラムシ1種とアリ1種の間で特異的な絶対的共生関係を持つ。シズクアリノタカラはイツツバアリを、キノムラアリノタカラはヒラセヨツバアリを宿主とする。